# Porte Chaussée

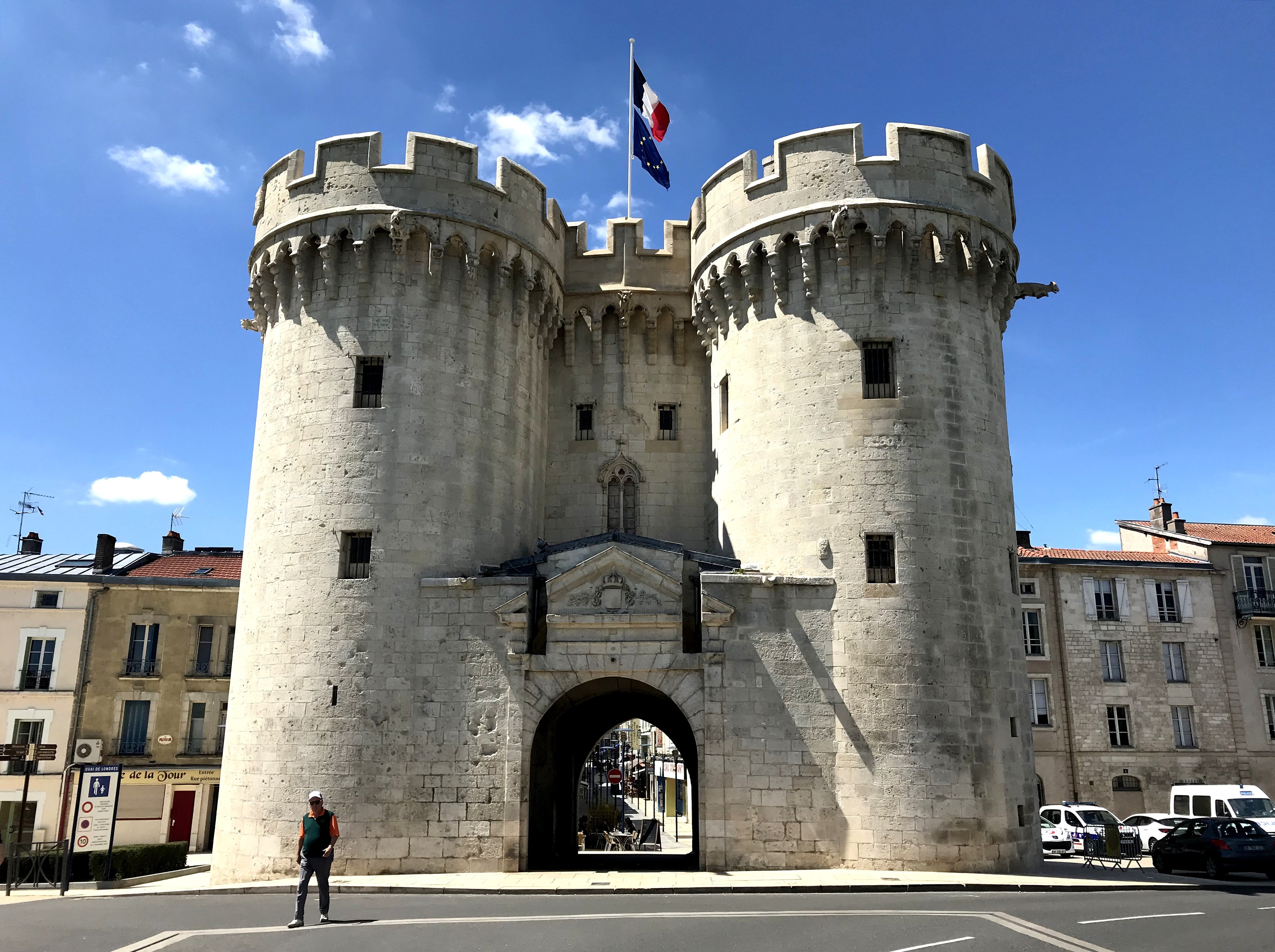
Buitenzijde van de poort

De Porte Chaussée of Tour Chaussée is een 14e-eeuwse stadspoort in de Franse stad Verdun (Meuse). Ze was onderdeel van de Grand Rempart, de stadsmuur rond de benedenstad van Verdun.

## Geschiedenis
De Grand Rempart, werd gebouwd in het laatste kwart van de 14e eeuw. In 1374 had Verdun het statuut gekregen van vrije rijksstad in het Heilige Roomse Rijk. Naast voorrechten hield dit de verplichting in dat de stad zelf moest instaan voor haar verdediging en de bouw en het onderhoud van een stadsmuur. De bouw van de Porte Chaussée werd bekostigd door de rijke burger en schepen Wautrec. Het was de voornaamste poort van de stad, gebouw op de linkeroever van de Maas.
De poort werd in 1881 beschermd als historisch monument.

## Beschrijving

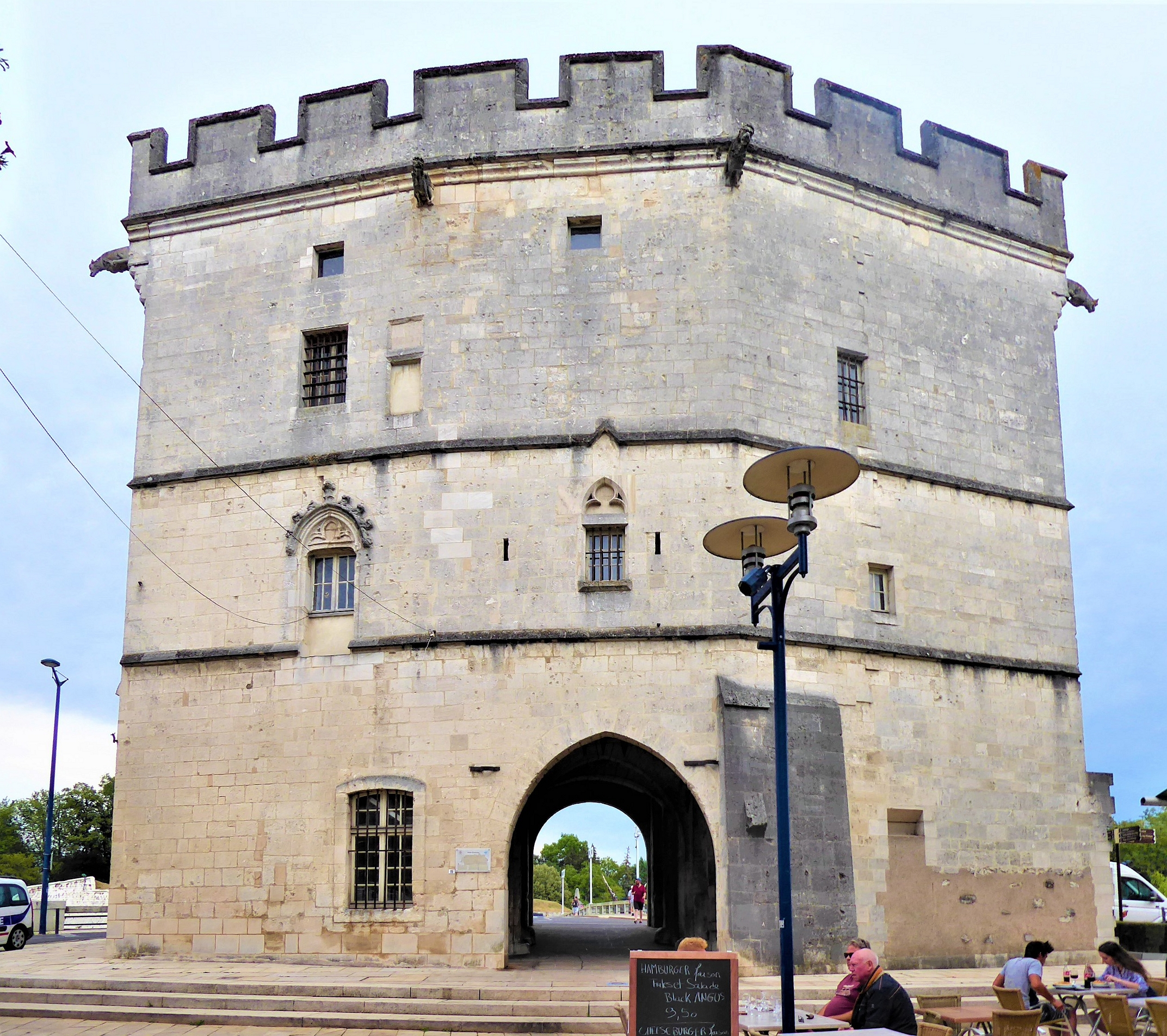
Binnenzijde van de poort

De eigenlijke poort is gelegen tussen twee halfronde torens. In de poort zijn nog het metalen valhek en onderdelen van het mechanisme van een valbrug bewaard gebleven. De torens bevatten decoratieve elementen zoals de kraagstenen van de torentrans en waterspuwers.